# Impressione III (concerto)
Impressione III (concerto) (Импрессия III (Концерт)) è un'opera a olio su tela di Vasilij Kandinskij realizzata nel 1911. Misura 77,5×100 cm ed è conservata presso la Städtische Galerie im Lenbachhaus (Galleria Civica nel Lenbachhaus) di Monaco. L'opera e numerato con il numero di inventario del museo GMS78.

## Storia
Il primi accenni sul dipinto lo collocano nel gennaio del 1911 a Monaco di Baviera, documentato attraverso una lettera (così indicato, nel testo autobiografico Sguardi sul passato). Kandinskij insieme a Franz Marc e altri membri della "Nuova Associazione degli Artisti" di Monaco, assistette al concerto di opere di Arnold Schönberg il 2 gennaio 1911. Ispirato dal concerto che Schönberg, Kandinskij scrisse al compositore, pur non conoscendolo, per renderlo partecipe del proprio apprezzamento e di come la musica e i propri dipinti avessero una certa affinità artistica. A breve distanza da quel concerto, Kandinskij dipinse l'opera ispirato da quel evento.
Nel 1926 l'opera verrà acquistato da Gabriele Münter tramite cessione dall'artista. Dopo 31anni di possesso nel 1957, Münter, in occasione del suo 80° compleanno, donera una grande parte della propria collezione di cui il dipinto Impressione III alla Lenbachhaus.

## Descrizione
Il dipinto Impressione III rappresenta un'esecuzione musicale, che Vasilij Kandinskij dipinse dopo aver assistito a un concerto del compositore viennese Arnold Schönberg, tenutosi a Monaco. L'opera contiene l'evidente forma del pianoforte nero che si trova su un palco e ai piedi i numerosi spettatori di diversi colori che mette in evidenza la folla del concerto, in lontananza si nota un albero arancio e alla destra dell'albero un presunto stagno blu.